# Пфальцграф
Граф-палатин або пфальцграф (лат. Comes palatinus або просто лат. palatinus, досл. «граф палацу»; нім. Pfalz — «палац» і нім. Graf — «граф»), — різновид графського титулу. У середньовічній державі франків пфальцграфом називався королівський чиновник, який очолював королівський суд. При Каролінгах, у Східно-Франкському королівстві й Священній Римській імперії пфальцграф представляв у герцогствах інтереси короля (імператора). Пізніше пфальцграф став курфюрстом, правителем Рейнського пфальцграфства. Титул проіснував до 1806 року.

## Історія титулу

### Франкська королівство
У Римський імперії титул Comes palatinus носили судді вищого рангу. Після падіння Західної Римської імперії в деяких варварських королівствах (Весготське, Остготське, Франкське) стали використовувати титул palatinus (палатин) для позначення чиновника, який допомагав королю у здійсненні судових функцій, а пізніше заміщали короля в королівському суді. У джерелах згадуються графи-палатини при Меровінгах в франкському королівстві. Так при королі Хлотарі III в 678 році згадується граф-палатин Хродоберт II (650-після 678). Крім того палатин завідували королівською канцелярією і управляли королівськими палацами. Крім того, існували графи-палатини, що заміщали короля у військовій та адміністративній роботі.
Ця система була розвинена при Каролінгах, особливо при Карлі Великому, при якому суд палатинів відокремився від королівського. Оскільки при Каролінгах не існувало однієї столиці, а імператор і його двір переміщувалися між різними імператорськими резиденціями, то замість того, щоб залишатися при імператорі, палатин прямували в кожен імператорський палац, маючи в підпорядкованих їм округах функції суддів і керуючих від імені імператора. Підлеглі їм окрузі отримали назву палатинати. Палатини, що заміщали у своєму окрузі імператора, мали у своїх володіннях владу, що перевищувала владу звичайних графів.

### Східно-Франкське королівство і Священна Римська імперія
Після розпаду Каролінзька імперіяії, в новоутворених незалежних королівствах також використовувався титул граф-палатин, проте особливий розвиток він отримав у Східно-Франкському королівстві (Німеччина) і, пізніше, в Священній Римській імперії.
У Східно-Франкському королівстві існувало 5 племінних герцогств: Саксонія, Баварія, Франконія, Швабія та Лотарингія. Для того, щоб представляти в них судову владу від імені короля (пізніше імператора), призначався спеціальний граф, який отримав титул пфальцграф (буквальний переклад Comes palatinus на німецьку мову). Крім судової влади пфальцграф керував також власністю короля / імператора в герцогстві. Після приєднання Бургундського королівства (Арелату) з'явився також титул пфальцграф Бургундії, який отримав правитель Бургундського графства. Єдиним племінним герцогством, в якому не було свого пфальцграфа, було скасоване в 939 році Франконське герцогство.
Протягом XII століття посада пфальцграфа стала спадковою, а сам пфальцграф перетворився на можновладного князя, васала імператора Священної Римської імперії. Титул пфальцграфа Баварії, який носили представники будинку Віттельсбахів, 1248 виявився поглинений титулом герцога Баварії. Титул пфальцграф Саксонії було скасовано в 1322. Титул пфальцграф Швабії в 1146 було передано графам фон Нагольд, чиї володіння одержали назву пфальцграфство Тюбінген. У графстві Бургундія в 1169 титул пфальцграф була витіснена титулом фрейграф (нім. Freigraf).
Найбільше значення придбав титул пфальцграфа Лотарингії, в 1085/1088 році перетворене в титул пфальцграф Рейнський, який у 1214 перейшов до дому Віттельсбахів. У 1356, пфальцграф Рейнський Рупрехт I отримав титул курфюрста Пфальцького, а титул пфальцграфа Рейнського зник. Але після поділу Пфальцького курфюрства на частини, правителі різних частин носили титул пфальцграфа.

### Італійське королівство
З часів Карла Великого в Італійському королівстві королівська адміністрація перебувала в Павії, а керівництво нею здійснював граф палацу (італ. comes palatii), що був найвисокопоставленішим чиновником. Після розпаду Франкської імперії посада збереглася, але у джерелах збереглося не дуже багато імен людей, які займали цю посаду. Палатин, як і раніше, здійснював судові функції, керуючи королівським трибуналом, призначав суддів та переписувачів, а також керував королівською канцелярією. Але порівняно з Східно-Франкським королівствоом палатин мав меншу самостійність. Після приєднання королівства до Священної Римської імперії відомості про палатина зникають.

### Англія
В Англії існувало кілька областей, що мали статус палатинатів. Найвідомішими з них були ті, якими керували єпископ Даремський, граф Честер і герцог Ланкастер. Правитель палатинату використовував титул earl palatine.